# Молодёжные банки
Молодёжный банк — это технология вовлечения молодёжи в решение социальных вопросов, через конкурсы целевого благотворительного финансирования проектов, проводимых молодёжью и как правило для молодёжи. Молодёжный банк (МБ) чаще всего создается на базе фонда местного сообщества, учебных заведений, молодёжных общественных объединений, и на местном уровне помогает молодым людям реализовывать свои социальные и благотворительные проекты.
Возрастные рамки, позволяющие относить людей к молодёжи, различаются в зависимости от конкретной страны. Как правило, низшая возрастная граница молодёжи — 14-16 лет, высшая — 28-30 лет.

## История
В последние десять лет во многих странах активно развиваются программы вовлекающие молодёжь в благотворительность. Они известны под названиями «молодёжные советы», «Молодёжные Банки», «Молодёжные совещательные комитеты», «Молодёжные Фонды» и др. В России, так же как и в Великобритании или Северной Ирландии такие программы действуют под названием «Молодёжный Банк».
Первый российский молодёжный банк был создан в апреле 2004 года в Тольятти (Самарская область). Кроме Тольятти, сегодня молодёжные банки действуют в Самаре, Чапаевске, Новокуйбышевске, Астрахани, Чайковском, Улан-Удэ, Первоуральске, Тюмени, Ульяновске, Пензе, Рубцовске (Алтайского края) (недоступная ссылка), Кирово-Чепецке, в Пермском крае, Санкт-Петербурге, Петрозаводске (Карелия) (недоступная ссылка), Иркутске.
Российский опыт вызвал большой интерес у коллег из Казахстана, Украины, где также начали развиваться подобные организации.
В России, как и во всем мире, не существует двух абсолютно одинаковых моделей молодёжных банков. Все они сформированы под влиянием местной политической, экономической и культурной ситуации. В каждом городе свои проблемы, и молодёжь пытается решить их самостоятельно, не дожидаясь, когда у городских властей дойдет до них очередь.
До 2011 года в России состоялось четыре встречи представителей российских молодёжных банков, все они проходили в рамках ежегодных конференций Партнерства фондов местных сообществ. Ребята не только обменивались опытом, но и разработали стратегические направления развития молодёжных банков в России.

## Деятельность МБ
Участники молодёжной группы, из которых состоит Молодёжный банк, ищут интересные идеи среди молодёжи города, направленные на решение проблем и развитие местного сообщества. Они рекомендуют инициаторам этих идей подать заявку на конкурс Молодёжного Банка, для того, чтобы воплотить идею в реальность. Молодёжный банк распространяет формы заявок среди молодёжи, проводит интервью с теми, кто подает заявки, проводит Экспертный совет, который и принимает решение о поддержке проектов.
Средства для конкурса также привлекают сами ребята из Молодёжного Банка от местных благотворителей или их предоставляет фонд местного сообщества на базе которого работает МБ.
Молодёжный банк также осуществляет последующий мониторинг и оценку проектов-победителей. Инициативные группы, не выигравшие в конкурсе, получают консультации и разъяснения, которые в дальнейшем помогут им доработать заявки и принять участие в следующем конкурсе.
Все участники Молодёжного Банка работают как волонтеры (на добровольной основе).